# 13e Luftwaffen-Felddivisie
De Duitse 13e Luftwaffen-Felddivisie (Duits: 13. Luftwaffen-Feld-Division) was een Duitse infanteriedivisie tijdens de Tweede Wereldoorlog. Deze divisie diende aan de noordelijk sector van het oostfront. De divisie werd in april 1944 ontbonden na hevige verliezen in de terugtocht vanaf de Volchov.

## Geschiedenis

### Oprichting en inzet in 1943
De 13e Luftwaffen-Felddivisie werd op 15 november 1942 op Oefenterrein Fallingbostel gevormd door de oprichtingsstaf van het XIII. Fliegerkorps uit het Flieger-Regiment 13 plus overtollig Luftwaffe-personeel.
Na troepentraining werd de divisie begin 1943 overgeplaatst naar Heeresgruppe Nord aan het oostfront en toegewezen aan het 18e Leger. De divisie nam een positie in langs de Volchov in het gebied van Tsjoedovo-Dymno-Spasskaya Polist'. Hier bleef de divisie in de volgende maanden.

### Overgenomen in hetHeer
Op 1 november 1943 werd de divisie langs de Volchov overgenomen door het Heer en kreeg de benaming 13e Felddivisie (L) (Duits: 13. Feld-Division (L)), waarbij de L voor Luftwaffe stond. In het algemeen werd (ook in officiële documentatie) de naam 13e Luftwaffen-Felddivisie verder gevoerd. Hierbij moest de divisie zijn 4e Afdeling (IV. Abt., (Flak)) van het artillerieregiment afstaan. Deze bleef in de Luftwaffe en werd I./Flak-Regiment 54. 

### Inzet 1943/44
In januari 1944 werd de divisie getroffen door het grote Russische offensief tegen Heeresgruppe Nord. Bij zware achterhoedegevechten moesten ze zich terugtrekken richting Loega en van hier via de Pljussa naar het gebied rond Pskov. Na een tijdelijke inzet aan de zuidelijke rand van het Meer van Pskov, verplaatste de divisie naar het gebied ten zuiden van Ostrov. Eind maart 1944 vochten de overblijfselen van de divisie langs de spoorlijn Opotsjka - Pskov. Maar de divisie had echter intussen zoveel verliezen geleden dat besloten werd deze op te heffen.

### Einde
De 13e Luftwaffen-Felddivisie werd op 1 april 1944 opgeheven en het grootse deel van de restanten werd ingevoegd in de 12e Luftwaffen-Felddivisie. De divisiestaf werd een maand later gebruikt om Divisionsstab z.b.V. 300 te vormen.

## Slagorde
- Luftwaffen-Jäger-Regiment 25 (met drie bataljons)
- Luftwaffen-Jäger-Regiment 26 (met drie bataljons)
- Luftwaffen-Artillerie-Regiment 13 (met vier afdelingen)
- Panzerjäger-Abteilung der Luftwaffen-Feld-Division 13
- Luftwaffen-Pionier-Bataillon 13
- Radfahrer-Kompanie der Luftwaffen-Feld-Division 13
- Luftnachrichten-Kompanie der Luftwaffen-Feld-Division 13
- Versorgungseinheiten der Luftwaffen-Feld-Division 13

Vanaf 1 november 1943:
- Jäger-Regiment 25 (L) (met drie bataljons)
- Jäger-Regiment 26 (L) (met drie bataljons)
- Artillerie-Regiment 13 (L) (met vier afdelingen)
- Füsilier-Bataillon 13 (L)
- Feldersatz-Bataillon 13 (L)
- Panzerjäger-Abteilung 13 (L)
- Pionier-Bataillon 13 (L)
- Nachrichten-Abteilung 13 (L)
- Divisionseinheiten 13 (L)

## Commandanten
| Rang                                  | Naam             | Begin            | Eind            |
| ------------------------------------- | ---------------- | ---------------- | --------------- |
| Generalmajor                          | Herbert Olbrich  | 10 november 1942 | 24 januari 1943 |
| Oberst vanaf 1 juli 1943 Generalmajor | Hans Korte       | 25 januari 1943  | 1 oktober 1943  |
| Generalleutnant                       | Hellmuth Reymann | 1 oktober 1943   | 1 april 1944    |

## Bovenliggende bevelslagen
| Legerkorps     | Leger     | Legergroep        | Plaats/regio          | Begin         | Eind       |
| -------------- | --------- | ----------------- | --------------------- | ------------- | ---------- |
| 1e Legerkorps  | 18. Armee | Heeresgruppe Nord | Volchov               | februari 1943 |            |
| 38e Legerkorps | 18. Armee | Heeresgruppe Nord | Volchov               | oktober 1943  |            |
| 28e Legerkorps | 18. Armee | Heeresgruppe Nord | Volchov, Loega, Pskov | november 1943 | maart 1944 |
| VI SS Korps    | 16. Armee | Heeresgruppe Nord | Pskov                 | april 1944    |            |